# Eleição municipal de Curitiba em 1982
As eleições municipais em Curitiba em 1982 ocorreram em 15 de novembro, como parte das eleições municipais no Brasil naquele ano nos 23 estados e nos  territórios federais do Amapá e Roraima. Sendo uma capital de estado, a cidade paranaense estava sob a vigência do Ato Institucional Número Três, motivo pelo qual elegeria apenas os 33 vereadores, pois a escolha do novo prefeito caberia ao governador José Richa em 1983.
Nascido em Curitiba, o jornalista Maurício Fruet trabalhou na Rádio Marumby, Rádio Curitibana e na TV Paranaense antes de formar-se advogado na Universidade Federal do Paraná em 1962. A seguir trabalhou nos jornais O Dia, Diário do Paraná e Gazeta do Povo, dirigiu o Diário da Tarde e foi editor de esportes na seção paranaense da Última Hora. Secretário-geral do Sindicato dos Jornalistas do Estado do Paraná, chegou a ser admoestado pelos inquéritos policiais-militares do Regime Militar de 1964. Filiado posteriormente ao MDB, foi eleito vereador na capital paranaense em 1968, deputado estadual em 1970 e 1974 e deputado federal em 1978. Quando o pluripartidarismo foi extinto, ingressou no PMDB em 1980 e renovou o mandato em 1982. Indicado prefeito de Curitiba pelo governador José Richa, foi aprovado pela Assembleia Legislativa do Paraná em 24 de março de 1983, tomando posse em 4 de abril.

## Resultado da eleição para prefeito
Eleição realizada pela Assembleia Legislativa do Paraná. Nela foram computados trinta e quatro votos válidos, além de dezessete votos em branco e sete abstenções.
| Candidatos a prefeito de Curitiba | Candidatos a vice-prefeito | Número | Coligação            | Votação | Percentual |
| --------------------------------- | -------------------------- | ------ | -------------------- | ------- | ---------- |
| Maurício Fruet PMDB               | -                          | 15     | PMDB (sem coligação) | 34      | 100%       |
| Fontes:                           |                            |        |                      |         |            |

## Resultado da eleição para vereador
São relacionados os candidatos eleitos com informações complementares da Câmara Municipal de Curitiba.
| Vereadores de Curitiba | Partido | Votação |
| ---------------------- | ------- | ------- |
| Algaci Tulio           | PDS     | 11.683  |
| Moacir Tosin           | PMDB    | 8.768   |
| José Maria Corrêa      | PMDB    | 8.154   |
| Rubens Antônio Alves   | PMDB    | 7.999   |
| Waldir d'Angelis       | PMDB    | 6.865   |
| Mauro Moraes           | PMDB    | 6.744   |
| Luiz Gil Leão          | PMDB    | 6.558   |
| Alípio Leal            | PMDB    | 6.515   |
| Tito Zeglin            | PMDB    | 6.485   |
| Aziz Domingos          | PMDB    | 6.374   |
| João Cláudio Derosso   | PDS     | 6.099   |
| Hasiel Pereira         | PMDB    | 5.537   |
| Rosa Maria Chiamulera  | PDS     | 5.444   |
| Ivan Ribas             | PMDB    | 5.404   |
| Ivanir Stival          | PDS     | 5.205   |
| Rafael Greca           | PDS     | 5.024   |
| Carvalho Chaves        | PMDB    | 5.017   |
| José Gorski            | PDS     | 4.972   |
| Santiago Losso         | PDS     | 4.970   |
| Emílio Mauro           | PMDB    | 4.940   |
| Jorge Bernardi         | PMDB    | 4.849   |
| Jefferson Wanderley    | PDS     | 4.596   |
| Neivo Beraldin         | PMDB    | 4.523   |
| Sidgley Claudino       | PMDB    | 4.432   |
| Sady Ricardo           | PMDB    | 4.296   |
| Horácio Rodrigues      | PMDB    | 4.268   |
| José Felinto           | PMDB    | 4.186   |
| Marlene Zanin          | PMDB    | 4.057   |
| Jairo Marcelino        | PDS     | 4.042   |
| Wenceslau Svoboda      | PMDB    | 4.026   |
| Edson Muhlmann         | PMDB    | 3.988   |
| Luiz Betenheuser       | PDS     | 3.962   |
| João Maciel            | PDS     | 3.900   |
| Fontes:                |         |         |